# Calea ferată Matterhorn-Gotthard

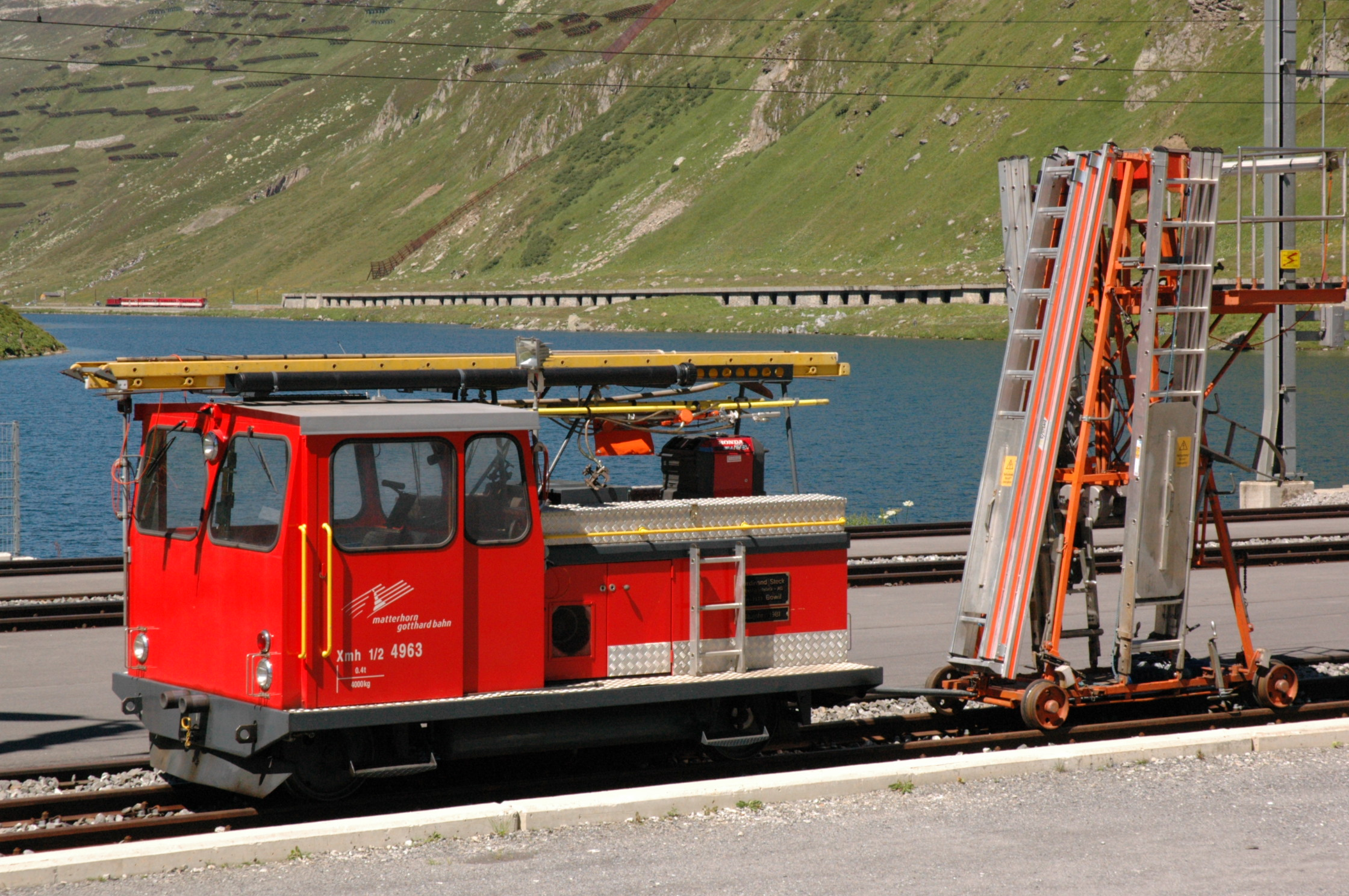
Calea ferată Matterhorn-Gotthard

Calea ferată Matterhorn-Gotthard (germ. Matterhorn-Gotthard-Bahn (MGB)) este o linie alpină de cale ferată cu ecartament îngust (1.000 mm). Ea a luat naștere în primăvara anului 2003 prin joncțiunea căilor ferate alpine de la Furka și Zermatt. Linia CF are lungimea de 144 km, prin trecătorile Oberalppass (2.044 m), Pasul Furka (2436 m),  ea leagă  localitățile:
- Disentis/Mustér (Cantonul Graubünden),
- Andermatt,
- Göschenen,
- Realp,
- Oberwald,
- Brig,
- Visp,
- Zermatt (Cantonul Valais) situat sub Matterhorn.

Din Disentis există legături spre liniile CF: Rhätische Bahn, Glacier-Express, spre St. Moritz, Davos și Chur.